# What Hits!?
What Hits!? is een compilatiealbum van de Red Hot Chili Peppers. Dit album maakt deel uit van het platencontract met EMI. Alleen Under the Bridge is niet van EMI maar van Warner Music. Eén nummer, Show Me Your Soul, stond nog niet op een ander album.

## Tracklist
1. "Higher Ground"
2. "Fight Like a Brave"
3. "Behind the Sun"
4. "Me & My Friends"
5. "Backwoods"
6. "True Men Don't Kill Coyotes"
7. "Fire"
8. "Get Up and Jump"
9. "Knock Me Down"
10. "Under the Bridge"
11. "Show Me Your Soul"
12. "If You Want Me to Stay"
13. "Hollywood"
14. "Jungle Man"
15. "The Brothers Cup"
16. "Taste the Pain"
17. "Catholic School Girls Rule"
18. "Johnny Kick a Hole in the Sky"